# Parque nacional de los Pieninos (Eslovaquia)
El parque nacional de los Pieninos (o de los Pieniny; en eslovaco: Pieninský národný park) es un parque nacional ubicado en el norte de Eslovaquia. El parque está situado en la parte oriental de las montañas Pieniny en la frontera con Polonia, que ya desde 1932 había establecido en su territorio otro parque nacional de igual nombre. Es el parque nacional más pequeño en Eslovaquia, con una superficie de 37,5 km² y su zona de amortiguamiento tiene una superficie de 224,44 km².
Se encuentra en los distritos de Kežmarok y Stará Ľubovňa, en la Región de Prešov. El parque fue fundado el 16 de enero de 1967, y sus fronteras se ajustaron en 1997.